# 3,5-Dimethyl-1,2,4-trithiolan
3,5-Dimethyl-1,2,4-trithiolan ist eine chemische Verbindung aus der Gruppe der Trithiolane, also der Heterocyclen mit einem Fünfring, der zwei Kohlenstoff- und drei Schwefelatome enthält.

## Isomere
Es existieren ein cis- und ein trans-Isomer, die sich durch die relative Stellung der Methylgruppen unterscheiden. Die Isomere sind durch Chromatographie trennbar und können unter geeigneten Bedingungen mittels NMR-Spektroskopie unterschieden werden.

## Vorkommen

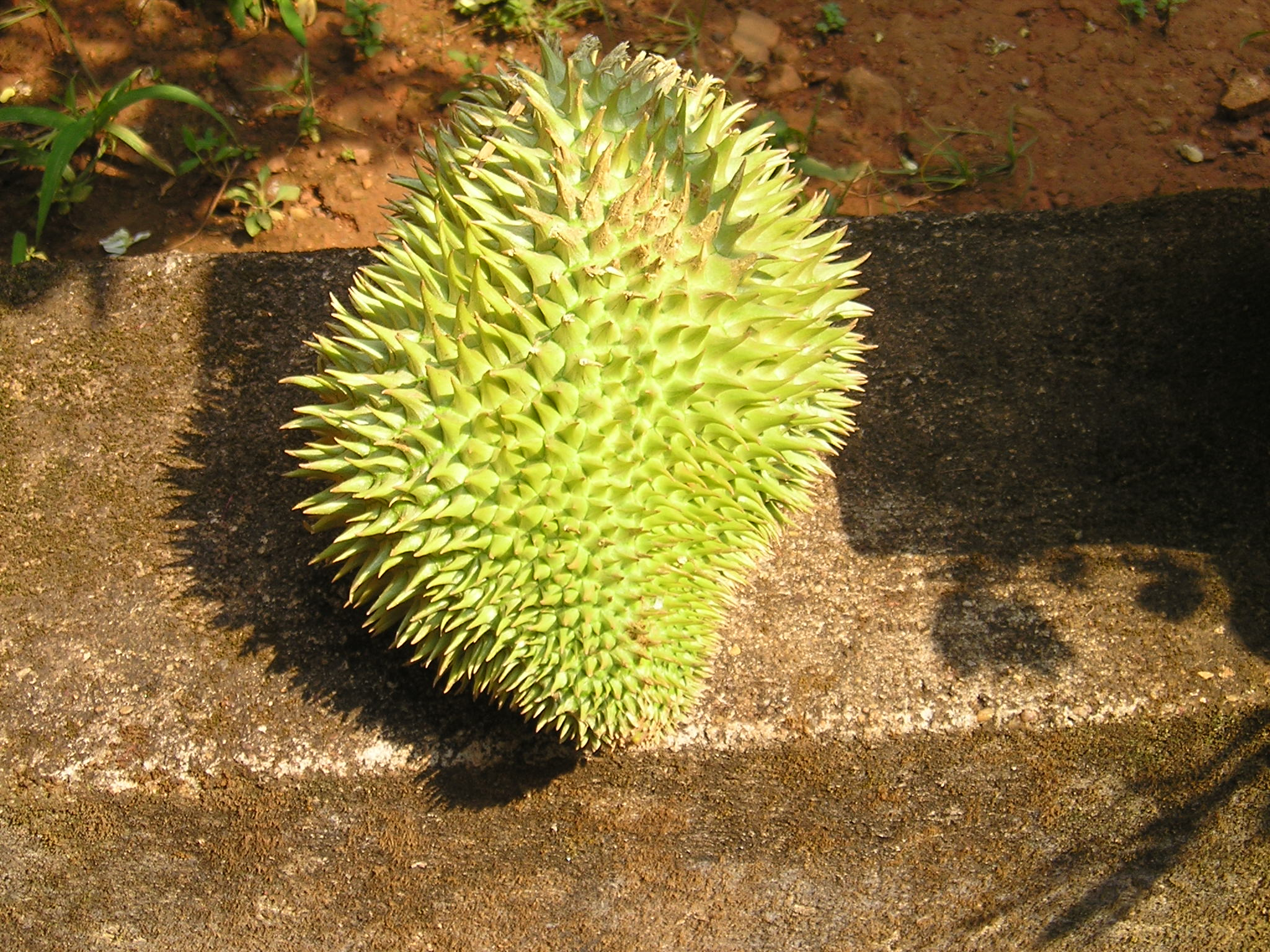
Durianfrucht

3,5-Dimethyl-1,2,4-trithiolan ist die Hauptgeruchskomponente in der Durianfrucht.  Sie kommt außerdem natürlich in Schalotten und Knoblauch vor. Zudem ist sie eine wichtige Aromakomponente in gebratenem, gekochtem und gegrilltem Fleisch, sowohl von Rindfleisch als auch von Hähnchen. Auch in Garnelen wurde es nachgewiesen. In vielen Fällen treten cis- und trans-Isomer gemeinsam auf.

## Gewinnung und Darstellung
3,5-Dimethyl-1,2,4-trithiolan kann aus Chlorethansulphenylchlorid gewonnen werden. Dieses wird durch Chlorierung von Diethyldisulfid gewonnen und dann mit einem Äquivalent Natriumsulfid umgesetzt. Die Verbindung kann auch durch Maillard-Reaktionen gebildet wurden, so war das trans-Isomer eines der Hauptprodukte bei einer Modellreaktion unter Zersetzung von Ascorbinsäure in Gegenwart von Cystein.

## Verwendung
3,5-Dimethyl-1,2,4-trithiolan mit einer Reinheit von mindestens 95 % ist in der EU unter der FL-Nummer 15.025 als Aromastoff für Lebensmittel allgemein zugelassen.